# Fukko Shintō

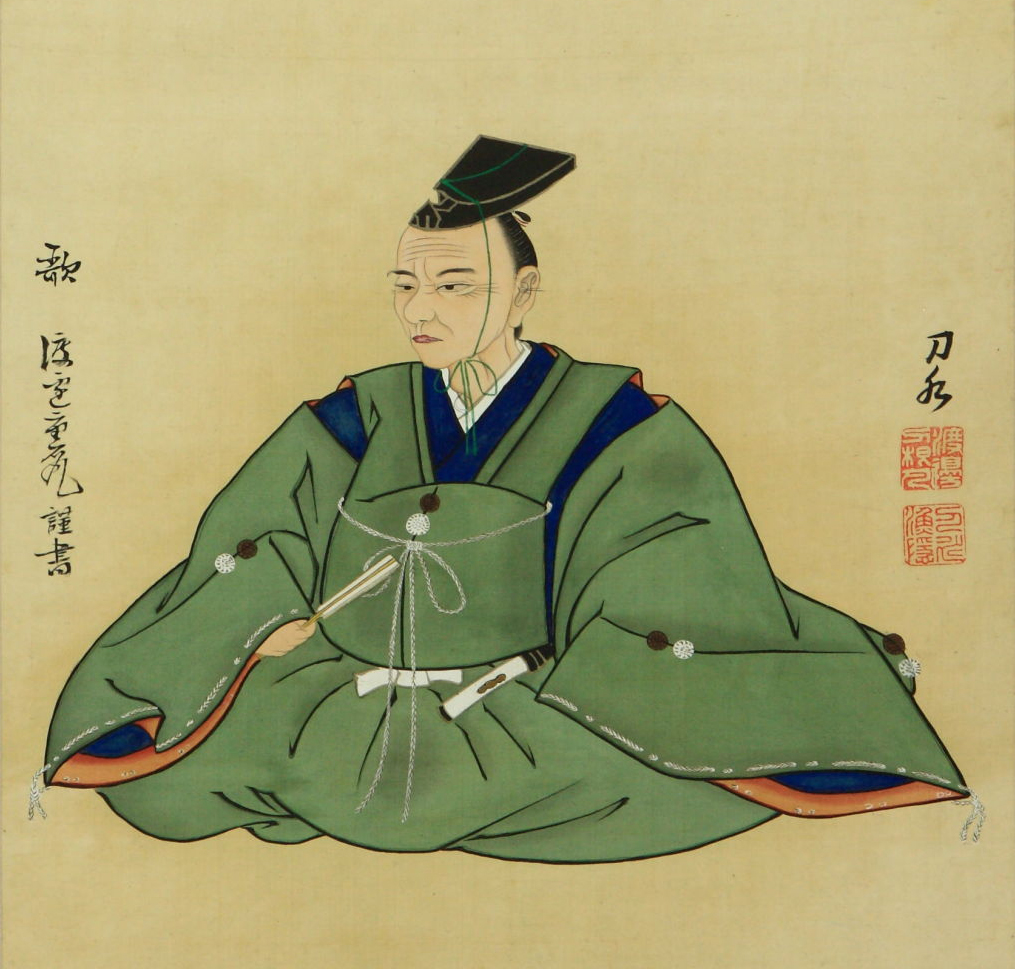
Hirata Atsutane

Fukko Shintō (復古神道, återställnings-shinto) är en rörelse inom shintoismen som förespråkades av japanska forskare under Edoperioden. Den är bl.a. även känd som "Ko-Shintō", "Kodō", och "Mimo no Manabi".

## Översikt
Det fanns många olika varianter av Fukko Shintō, men vad som generellt sett enade dem var en strävan att återgå till en världsuppfattning som är unik för det japanska folket, och vilken föregick inflytande från utländska läror såsom konfucianism och buddhism. Den lade stor vikt på "kannagara no michi" (ung. "det gudomligas väg som förts vidare från urminnes tider"), vilken förkroppsligar gudarnas vilja.
Precis som Suika Shintō vilket uppstod under början av Edoperioden så kom Fukko Shintō att utöva stort inflytande över sin tid. Tack vare så kallade Kokugakusha (forskare av Japansk kultur) utvecklades den dock utifrån en mer akademisk ståndpunkt. Forskare såsom Kamo no Mabuchi och Motoori Norinaga framförde först teorin om Kodō, följda av Hirata Atsutane samt Honda Chikaatsu som fullbordade Fukko Shintō genom dreas förkastelse av konfucianism och buddhism, samt vurmande för vad de såg som Japans rena och uråldriga tro. Rörelsen blev populär inte bara bland handelsmän i städerna, utan spreds över hela landet genom byledare och landägare till bönder. Den hade stort inflytande över de kejserliga lojalisterna i slutet av Edopoerioden, och efter Meijirestaurationen infördes den som en del av Sonnō jōi (vörda kejsaren, utvisa barbarerna) rörelsens ideologi.
Inom många skolor av Fukko Shintō användes "kotodama", och "kazutama" för att tolka texter som Kojiki och Nihon Shoki. Ett flertal har antagits och rekonstruerats, såsom togoto no kajiri, eller mikusa no harai. Misogi ansågs även vara viktigt. Tillsammans med kotodama räknas futomani, tamashizume och kishinhō som Fukko Shintōs fyra pelare. Vid sidan av detta utvecklades även orifu. Många av de bruk som används i shinto-helgedomar idag har sitt ursprung i Fukko Shintō-rörelsen.
För närvarande insisterar vissa religiösa grupper att "vi tillhör Fukko Shintō, men har inte blivit influerade av Hirata Atsutane", men i praktiken visar sig sådana påståenden vara ohållbara, då hans inflytande är väldigt utbrett.

## Historia
Efter att buddhismen introducerats till Japan på 500-talet e.Kr. existerade den vid olika tidpunkter både i samexistens och konfrontation med shintoismen, men i samband med Taikareformerna fastställdes en fredlig relation mellan de båda. När de buddhistiska sekterna Tendai och Shingon utvecklades i slutet av Heianperioden var de inte längre bara samexisterande, utan en synkretistisk beblandning av religionerna började ta form. Shintoismen, som även kom att kallas "Kodō" (den gamla vägen) är en av de få religioner som har fortsatt behålla sin animistiska karaktär, och sankar till skilldnad från buddhism och kristendom heliga skrifter med regler och doktrin. Shintoistisk teologi var därför mycket svår att formulera. Som en följd av detta användes buddhistisk teori för att förklara shintoismens gudomar. 
Under Edoperioden uppmärksammade Kamo no Mabuchi den gamla shintoismens existens i sin bok "Kokuikō", och Motoori Norinaga som tagit intryck av detta färdigställde sedan sitt storverk "Kojikiden", en kommentar på Kojiki. I "Naobi no Mitama" som finns i dess första volym, förklarar Norinaga "gudarnas väg", vilket han tror sig ha funnit i de gamla skrifterna. Detta kom att bli av stor vikt för grundandet av Fukko Shintō, vilket hade som mål att återuppliva den traditionella Japanska shintoismen.
Hirata Atsutane spelade också en stor roll i rörelsens utformande. Han var inspirerad av Motoori Norinagas bok, och kom att klargöra Japans antika historia, samt påvisa kōdō (den kejserliga vägens) legitimitet till världen. Hirata utförde även framstående forskning i ämnen relaterade till andevärlden, såsom dödsriket och själen, samt framförde sin egen version av kokugaku, vilken hänvisade till andra religiösa grupper såsom hokke-sekten, mikkyō, kristendom och daoism. Hans idéer skulle bli avgörande för många förespråkare av Ko-Shintō såsom Honda Chikaatsu och Kawatsura Bonji.
I Meijiperioden kom ett flertal av Hiratas följare in i regeringen, och uppmuntrade där separationen av buddhism och shintoism, samt införandet av shintoismen som statsreligion. Under samma period systematiserade Honda Chikaatsu, hans lärling Nagasawa Katsutate, samt Onisaburo Deguchi den gamla shintoistiska läran om Ichirei Shikon (en själ fyra andar). Enligt den är människans själ en så kallad naohi (en delning av en ursprungsgud), vilken kontrollerar fyra andar: Ara-Mitama, Nigi-Mitama, Kushi-mitama och Saki-Mitama.